# Beatrice Ask
Eva Carin Beatrice Ask (ur. 20 kwietnia 1956 w Sveg w gminie Härjedalen) – szwedzka polityk, parlamentarzystka, minister szkolnictwa oraz minister sprawiedliwości.

## Życiorys
W 1978 rozpoczęła studia z zakresu ekonomii międzynarodowej na Uniwersytecie w Uppsali. Rok później zrezygnowała z nich, zostając etatowym działaczem Moderata ungdomsförbundet, młodzieżówki Umiarkowanej Partii Koalicyjnej. Od 1984 do 1988 pełniła funkcję przewodniczącej tej organizacji (jako pierwsza kobieta na tym stanowisku). Później do 1991 była zatrudniona w administracji miejskiej w Sztokholmie.
W latach 1991–1994 sprawowała urząd ministra szkolnictwa w resorcie edukacji w rządzie Carla Bildta. W 1994 po raz pierwszy uzyskała mandat posłanki do Riksdagu z listy konserwatystów. Od tego czasu skutecznie ubiegała się o reelekcję w wyborach w 1998, 2002, 2006, 2010 i 2014.
Po zwycięstwie centroprawicowej koalicji w głosowaniu z 2006 zrezygnowała z zasiadania w parlamencie, ponownie obejmując stanowisko rządowe. W gabinecie Fredrika Reinfeldta została ministrem sprawiedliwości. Utrzymała to stanowisko także po wyborach w 2010, w których również dostała się do Riksdagu.
Urząd ministra sprawowała do 2014, w tym samym roku oraz w 2018 ponownie wybierana do szwedzkiego parlamentu. W 2020 objęła stanowisko gubernatora okręgu administracyjnego Södermanland.